# Fanon (Chirurgie)
Mit Fanon bezeichnete man in früheren Zeiten eine chirurgische Vorrichtung, die bei Beinbrüchen angewendet wurde.
Das Fanon bestand aus einer Art Strohlade (Schrein), in die das verletzte Bein bei einem offenen Bruch oder geschlossenen Bruch gelagert wurde.
Im Kleineren Brockhaus'schen Conversations-Lexikon für den Handgebrauch von 1854 findet sich zum Begriff:
...in der Chirurgie eine Art Schiene, bei Beinbrüchen zur Befestigung der Glieder in ruhiger Lage früher häufig angewandt, besteht aus einem gerade Stocke mit Stroh umgeben und mit einer Binde fest umwickelt.
Der falsche Fanon (faux fanon) war eine Kompresse aus Leinwand, die zwischen die Strohlade und das Bein gelagert wurde, um den Druck zu mildern.